# Мигалев, Владимир Викторович
Владимир Викторович Мигалев (30 апреля 1936, Москва) — советский футболист, вратарь. Мастер спорта СССР (1958).

## Биография
Родился в Москве, в войну семья Мигалева была эвакуирована вместе с заводом в Куйбышев. В Куйбышеве начал заниматься футболом в юношеской команде «Восход» у Замятина и Соковикова. В 1953 году выиграл чемпионат России среди юношей и получил звание мастера спорта СССР. В 1955—1959 годах играл в «Крыльях Советов», отстоял в воротах 58 матчей, 28 из них в Высшей лиге. Входил в юношескую сборную РСФСР. В составе сборной РСФСР участвовал в Первой спартакиаде народов СССР сыграв 4 матча. 31 июля 1956 в присутствии 100 000 зрителей стоял в воротах сборной РСФСР в матче против сборной КНР, эта игра была первым матчем на стадионе Лужники. В 1959 году в 23 года принял решение завершить карьеру из-за разрыва связок колена и закончить обучение в авиационном институте.
В 1960 году получил диплом и устроился работать на металлургический завод. В 1963 году перешёл в Куйбышевский филиал Всесоюзного института авиационных материалов. В этом заведении за 18 лет прошёл путь от старшего инженера до заместителя начальника филиала по научной работе. С 1980 работал старшим преподавателем в Куйбышевском филиале института повышения квалификации руководящих работников и специалистов Минавтопрома, позже возглавил этот институт. Автор большого числа научных работ и изобретений, защитил кандидатскую диссертацию.

## Клубная статистика
| Выступление      | Выступление      | Выступление      | Лига | Лига | Кубок | Кубок | Итого | Итого |
| Клуб             | Лига             | Сезон            | Игры | Голы | Игры  | Голы  | Игры  | Голы  |
| ---------------- | ---------------- | ---------------- | ---- | ---- | ----- | ----- | ----- | ----- |
| Крылья Советов   | класс «А»        | 1955             | 1    | -2   | —     | —     | 1     | -2    |
| Крылья Советов   | класс «Б»        | 1956             | 30   | -17  | —     | —     | 30    | -17   |
| Крылья Советов   | класс «А»        | 1957             | 15   | -15  | —     | —     | 15    | -15   |
| Крылья Советов   | класс «А»        | 1958             | 8    | -11  | —     | —     | 8     | -11   |
| Крылья Советов   | класс «А»        | 1959             | 4    | -9   | —     | —     | 4     | -9    |
| Крылья Советов   | Итого            | Итого            | 58   | -54  | —     | —     | 58    | -54   |
| Всего за карьеру | Всего за карьеру | Всего за карьеру | 58   | -54  | —     | —     | 58    | -54   |

## Выступления за сборную РСФСР
| № | Дата            | Соперник        | Матч          | Счёт       | Сыграно минут | Пропущено мячей           |
| - | --------------- | --------------- | ------------- | ---------- | ------------- | ------------------------- |
| 1 | 31 июля 1956    | Китай           | т.м.          | 1:0        | 90'           | —                         |
| 2 | 4 августа 1956  | Узбекская ССР   | I Спартакиада | 3:1        | 90'           | 29′ Мурашов               |
| 3 | 7 августа 1956  | сб.Ленинграда   | I Спартакиада | 0:2        | 90'           | 4′, 30′ Царицын           |
| 4 | 11 августа 1956 | Белорусская ССР | I Спартакиада | 4:2        | 90'           | 56′, 82′ Бачурин          |
| 5 | 14 августа 1956 | Армянская ССР   | I Спартакиада | 1:2 (д.в.) | 90'           | 52′ Караджян, 102′ Кегеян |